# 堂島有沙
堂島 有沙（どうじま ありさ、1980年12月8日 - ）は日本のタレント。元エーライツ所属。大阪府出身。趣味はスキューバダイビング、舞台鑑賞、旅行、ショッピング。特技はジャズダンス、タップダンス、和太鼓、バトントワリング。

## 出演作品

### TV
- キオスク!笑う記憶術
- 行列のできる法律相談所
- IQサプリ

### 舞台
- ラーメン物語（カートプロモーション主催、2007年）
- Dream（FREES主催、2007年）
- 二代目はクリスチャン（カートプロモーション主催、2006年）

### 雑誌
- タウンワーク（リクルート）